# Sylvia Vanden Heede
Sylvia Vanden Heede (Zwevegem, 25 augustus 1961) is een Vlaams kinderboekenschrijfster.

## Biografie
Sylvia Vanden Heede groeide op in een groot West-Vlaams gezin. Na drie jaar moderne humaniora in Zwevegem en drie jaar sierkunsten in Brugge, studeerde ze godsdienstwetenschappen in Heverlee. Na haar studies verhuisde ze terug naar West-Vlaanderen, waar ze met haar gezin in Brugge woont.
Haar eerste boek, De spiegelplas stuurde ze in 1985 in voor de Jacob van Maerlant-debutantenprijs. Het boek eindigde als derde en werd twee jaar later gepubliceerd. Sindsdien bleef ze schrijven. Bekendheid verwierf ze vooral met haar veelbekroonde boeken over Vos en Haas, waarbij ze samenwerkt met de bekende Nederlandse illustrator Thé Tjong-Khing. Behalve voor beginnende lezers schrijft ze ook voor tieners en adolescenten. De meeste van haar boeken werden uitgegeven door Lannoo. 

In de meeste boeken van Sylvia Vanden Heede spelen dieren de hoofdrol of een belangrijke rol. Ze kruipt heel erg in de huid van die dieren. Aan de ene kant praten en doen en voelen ze net zoals mensen, maar aan de andere kant zijn ze toch ook heel erg een dier. Hoe die dieren zijn laat ze van binnenuit zien. Ze neemt een standpunt in voor de dieren en tegen de mensen die hen slecht behandelen. Het verlangen naar vrijheid speelt in de boeken over dieren een belangrijke rol, maar ook in haar andere boeken. In de boeken voor oudere kinderen komt vaak een andere wereld voor. Ze schreef ook historische verhalen, een gebedenboek voor kinderen en teksten voor prentenboeken.

## Bekroningen
1988 Jacob van Maerlant debutantenprijs voor De spiegelplas

1993 Boekenwelp + Prijs voor Letterkunde van de Provincie West-Vlaanderen voor Wok van de wilden 

1995 Boekenwelp voor De huid van de beer 

1996 John Flandersprijs voor Ronkedoor

1999 Boekenleeuw + Vlag en Wimpel (griffeljury) + Jonge Gouden Uil + Pluim van de maand voor Vos en Haas

2000 Prijs van de Kinder- en Jeugdjury Vlaanderen voor Vos en Haas 

2001 Prijs van de Kinder- en Jeugdjury Vlaanderen voor Tot kijk, Vos en Haas 

2002 Pluim van de maand voor Aa bee see van Vos en Haas

2002 Zilveren Griffel voor Opgestaan is plaats vergaan 

2003 Boekenwelp voor Het woordenboek van Vos en Haas 

2006 Zilveren Griffel voor Vos en Haas en de dief van Iek

2007 Prijs van de Kinder- en Jeugdjury Vlaanderen voor Vos en Haas en de dief van Iek

2008 Gouden Uil Prijs van de Jonge Lezer voor Koek Koek Vos en Haas

2010 Vlag en Wimpel  voor Wolf en Hond

2015 Zilveren Griffel voor Een afspraakje in het bos

2015 Vlag en Wimpel (Griffeljury) voor Hond weet alles en Wolf niets, samen met co-auteur Inge Bergh

## Adaptaties
- 2019: Vos en Haas, 26-delige televisieserie
- 2024: Vos en Haas redden het bos, animatiefilm

## Voetnoot
1. ↑  Nieuwenhuis, R.  Zilveren Griffel: dit zijn de 9 beste kinderboeken van 2014 NRC Handelsblad (geraadpleegd 27-06-2015)

- Digitale Bibliotheek voor de Nederlandse Letteren: heed001
- Gemeinsame Normdatei: 121907740
- International Standard Name Identifier: 0000 0000 3949 9655
- Library of Congress Control Number: n99836241
- Nationale Bibliotheek van Letland: 000277265
- Nationale Bibliotheek van Tsjechië: xx0211746
- Nederlandse Thesaurus van Auteursnamen: 072766662
- Système universitaire de documentation: 140230572
- Virtual International Authority File: 74096590
- WorldCat: E39PBJdrHjWkJdfHD6ddHJCvpP